# Oma laulu ei leia ma üles
Singles de Metsatöll
Ussisõnad
(2004) Veelind
(2008)
Pistes de Terast mis hangund me hinge 10218
Põhjatuulte pojad ja tütred
(9)
Oma laulu ei leia ma üles (français : Ma chanson que je ne peux trouver) est un single promotionnel du groupe de Folk metal estonien Metsatöll, sorti en 2005. C'est le seul titre inédit de l'album Terast mis hangund me hinge 10218.

## Liste des titres
| Disque | Disque                      | Disque    | Disque     | Disque | Disque | Disque | Disque | Disque | Disque |
| No     | Titre                       | Paroles   | Musique    | Durée  |        |        |        |        |        |
| ------ | --------------------------- | --------- | ---------- | ------ | ------ | ------ | ------ | ------ | ------ |
| 1.     | Põhjatuulte pojad ja tütred | L. Tungal | V. Ojakäär | 3:52   |        |        |        |        |        |
| 3:52   |                             |           |            |        |        |        |        |        |        |

## Récompenses
Ce single reçut en 2005 le titre de meilleur single estonien.